# Йоахім фон Бертраб
Йоахім Ламбурт Роберт Герман фон Бертраб (нім. Joachim Lambert Robert Herman von Bertrab; 18 лютого 1894, Браунлаге — 18 липня 1922, Бойценбургер-Ланд) — німецький льотчик-ас, лейтенант Імперської армії.

## Біографія
Учасник Першої світової війни. В 1917 році літав у складі 30-ї винищувальної ескадрильї на винищувачах Albatros. 6 квітня 1917 року — в день, коли США вступили у війну — його ескадрилья двічі зав'язувала бій із ворожими бомбардувальниками. У цих сутичках фон Бертраб збив чотири літаки протягом трьох годин. Наступного місяця він здобув п'яту перемогу. 12 серпня 1917 р., під час атаки аеростата, літак фон Бертраба Albatros D.V був збитий лейтенантом Едвардом «Міком» Менноком з 40-ї ескадрильї, а сам фон Бертраб взятий у полон.

## Нагороди
- Залізний хрест 2-го і 1-го класу
- Нагрудний знак військового пілота (Пруссія)